# A Kind of a Stopwatch
"A Kind of a Stopwatch" is een aflevering van de Amerikaanse televisieserie The Twilight Zone. Het scenario van de aflevering is geschreven door Rod Serling, gebaseerd op een nooit gepubliceerd verhaal van Michael D. Rosenthal.

## Plot

### Opening
Submitted for your approval or at least your analysis: one Patrick Thomas McNulty, who at age forty-one is the biggest bore on Earth. He holds a ten-year record for the most meaningless words spewed out during a coffee break. And it's very likely that, as of this moment, he would have gone through life in precisely this manner, a dull, argumentative bigmouth who sets back the art of conversation a thousand years. I say he very likely would have, except for something that will soon happen to him, something that will considerably alter his existence--and ours. Now you think about that now, because this is the Twilight Zone.
— Rod Serling

### Verhaal
Patrick McNulty, een niet echt populaire man, wordt ontslagen. Wanneer hij zich terugtrekt in een kroeg, ontmoet hij een oude man genaamd Potts. Potts biedt aan Patricks eerste vriend te worden en geeft hem een stopwatch als teken van hun vriendschap.
Aanvankelijk ziet Patrick niets in de stopwatch, tot hij ontdekt dat het ding de speciale gave heeft de tijd tot stilstand te brengen. Iedere keer als hij de knop indrukt bevriest alles en iedereen, behalve Patrick zelf.
Opgewonden over de mogelijkheden die de stopwatch biedt, probeert Patrick met zijn nieuwe gave zijn oude baan en vrienden terug te krijgen. Maar tevergeefs. Teleurgesteld besluit hij dat als hij zijn gave dan maar te gebruiken om het leven voor zichzelf beter te maken. Hij zet de tijd stil, zodat hij ongestoord een bank kan beroven. Maar net als hij klaar is met het geld inladen, laat hij de stopwatch per ongeluk vallen. Hoewel de stopwatch aan de buitenkant niet kapot lijkt, blijkt de knop om de tijd weer te starten het niet meer te doen. Derhalve blijft Patrick als enige over in een wereld waarin de tijd voorgoed stil is komen te staan.

### Slot
Mr. Patrick Thomas McNulty, who had a gift of time. He used it and he misused it, now he's just been handed the bill. Tonight's tale of motion and McNulty--in the Twilight Zone.
— Rod Serling

## Rolverdeling
- Richard Erdman: Patrick Thomas McNulty
- Roy Roberts: Mr. Cooper
- Leon Belasco: Potts
- Herbie Faye: Joe

## Bewerkingen
Het idee van een stopwatch dat letterlijk de tijd kan stilzetten is na het uitkomen van de aflevering in veel films en series gebruikt, zoals de film Clockstoppers.
De aflevering zelf werd geparodieerd in The Simpsons, in het filmpje Stop the World, I Want to Goof Off uit Treehouse Of Horror XIV. Hierin krijgen Bart Simpson en Milhouse Van Houten een stopwatch in handen waarmee ze de tijd stil kunnen zetten en net als Patrick breken ze de stopwatch per ongeluk waardoor zij als enige overblijven in een bevroren wereld. Pas na 25 jaar slagen ze erin de stopwatch te maken en de tijd weer te herstellen.

## Trivia
- De stopwatch uit deze aflevering is te vinden in de attractie The Twilight Zone Tower of Terror in de lobby van het hotel. Om beter aan te sluiten op het verhaal van de attractie heeft de stopwatch in de Parijse versie van de attractie in tegenstelling tot in de aflevering een gewone wijzerplaat waarop de tijd stilstaat op 5 over 8.